# Oker breeksteeltje
Het oker breeksteeltje (Conocybe ochrostriata) is een schimmel behorend tot de familie Bolbitiaceae. Het leeft saprotroof op humusrijke tot humusarme grond, in bemeste en schrale graslanden, bermen en parken op zwak zure tot basische zand- en kleibodems. De soort behoort tot de sectie Pilosellae binnen het geslacht Conocybe.

## Kenmerken[3]

### Uiterlijke kenmerken
Hoed
De hoed is 4–25 mm breed en tot 15 mm hoog. De vorm is aanvankelijk vlak kegelvormig tot later convex, soms met een stompe umbo. De kleur varieert afhankelijk van de vochtigheid en leeftijd: in het centrum vaak roestbruin, nootbruin, lichtbruin tot goudblond en aan de rand lichter. Oudere exemplaren verbleken tot kameelbruin of zonverbleekt beige. De hoed is hygrofaan en bij verse exemplaren gerimpeld tot bijna aan het midden. Het oppervlak is glad, onder de loep fijn berijpt.
Lamellen
De lamellen zijn smal aangehecht, matig dicht tot wat verwijderd geplaatst, licht buikig. Bij jonge exemplaren zijn ze bleek oker van kleur, later lang grijsoranje tot licht geelbruin, en uiteindelijk licht roestkleurig. De snede is gelijk van kleur, recht en fijn.
Steel
De steel is 25–70 mm lang en 1–3 mm dik, slank en cilindrisch, met slechts een lichte verdikking aan de basis. Jonge exemplaren tonen geelwitte kleuren aan de top, later wordt de steel oranjegrijs tot grijsoranje en kleurt hij vanaf de basis opwaarts donkerder tot leemkleurig of roodblond. De steel is over de gehele lengte fijn berijpt of behaard en nauwelijks gestreept.
Vlees
Het vlees is licht oranjegrijs van kleur, zonder opvallende geur of smaak. Verkleurt niet in ammoniak.
Sporenprint
De sporenprint is roestbruin.

### Microscopische kenmerken
De sporen zijn (8,5–)9,5–11,3(–14,5) × (5–)5,4–6,4(–6,8) µm groot, gemiddeld langwerpig ellipsoïde tot amandelvormig, niet lensvormig. Ze hebben een licht verdikte dubbele wand en een kiempore van ongeveer 1 µm. In KOH kleuren ze lichtgeel tot licht bruinachtig-geel. De basidiën zijn 4-sporig, 15–32 × 8–12 µm groot, aanvankelijk gesteeld-knotsvormig, later licht tonvormig. De cheilocystiden zijn lecythiform (flesvormig met een kopje), 15–25 × 6,5–12 µm, met een topje van 2,5–5 µm breed. De steelbekleding bestaat uit haarvormige elementen tot 150 × 3 µm, evenals spoelvormige, ronde en cilindrische cellen tot 50 × 8 µm. Kopvormige kaulocystiden, gelijkend op de cheilocystiden, zijn verspreid aanwezig, vooral aan de steeltop. De hoedhuid is hymeniform en opgebouwd uit rond gesteelde tot peervormige cellen van 25–60 × 11–27 µm. Haarvormige pileocystiden kunnen aanwezig zijn, maar zijn vaak schaars. Gespen zijn zeldzaam maar wel aanwezig.

## Verspreiding
In Nederland komt het oker breeksteeltje zeldzaam voor.<ref name="verspreidingsatlas"> Ook elders in Midden-Europa wordt de soort slechts sporadisch aangetroffen. Conocybe ochrostriata is vaak een van de eerste breeksteeltjes die in het voorjaar verschijnt, al vanaf midden april.